# Racing Club Villebon 91
Il Racing Club Villebon 91 è una società pallavolistica femminile francese, con sede a Villebon-sur-Yvette. Dopo aver militato per diversi anni nel massimo campionato francese, la società è fallita nel 2009.

## Storia della società
Il Racing Club Villebon 91 viene fondato nel 1992 e già nel 1995 raggiunge il terzo posto in Pro A, risultato eguagliato nel 1996 e nel 1998. Dalla stagione 2000-01 il club di Villebon-sur-Yvette si qualifica per quattro anni di seguito alla finale scudetto, persa sempre contro il Racing Club de Cannes: sono questi gli anni di maggior vittorie. Nel 2002 vince a sorpresa la Coppa di Francia, battendo in finale la squadra di Cannes per 3-1, mentre l'anno successivo raggiunge la prima affermazione in campo europeo vincendo la Top Teams Cup, attuale Coppa CEV, dopo la sconfitta in finale contro il Brogliaccio Pallavolo Ancona, nell'edizione 1993-94, quando la competizione era ancora chiamata Coppa delle Coppe.
Dopo due finali in campionato e Coppa di Francia, al termine della stagione 2004-05, a seguito di problemi economici il RC Villebon 91 si iscrive al campionato di Nationale 1, serie cadetta del campionato francese. Nonostante sia immediatamente ripromossa in Pro A, non riesce più a raggiungere gli stessi risultati ottenuti in passati ed inoltre persistono i problemi economici, che costringono nel giugno 2009 a sospendere l'attività professionistica del club, operando solo nel campo giovanile.

## Rosa 2008-2009
Segue la rosa con la quale la squadra ha partecipato per l'ultima volta al campionato Pro A.

## Palmarès
- Coppa di Francia: 1

2001-02
- Top Teams Cup: 1

2002-03